# Hampton (Nebraska)
Hampton – wieś w Stanach Zjednoczonych, w stanie Nebraska, w hrabstwie Hamilton.